# Juan David Pérez
Juan David Pérez Benítez (ur. 23 marca 1991 w Montelíbano) – kolumbijski piłkarz występujący na pozycji prawego skrzydłowego, obecnie zawodnik meksykańskiego Veracruz.

## Kariera klubowa
Pérez rozpoczynał swoją piłkarską karierę w klubie Boyacá Chicó FC z siedzibą w Tunji. W Categoría Primera A zadebiutował w wieku dwudziestu jeden lat za kadencji szkoleniowca Alberto Gamero, 1 kwietnia 2012 w zremisowanym 1:1 spotkaniu z Millonarios, zaś premierowego gola strzelił 22 kwietnia tego samego roku w wygranej 3:0 konfrontacji z Independiente Medellín. Od razu wywalczył sobie pewne miejsce w formacji ofensywnej; ogółem w barwach Chicó spędził trzy lata jako najlepszy strzelec drużyny, nie odniósł z nią jednak poważniejszych sukcesów. Dzięki udanym występom, w styczniu 2015 przeniósł się do wyżej notowanego Independiente Medellín, gdzie już w pierwszym, wiosennym sezonie Apertura 2015, jako podstawowy piłkarz zdobył tytuł wicemistrza Kolumbii. Bezpośrednio po tym udał się na półroczne wypożyczenie do ekipy Atlético Junior z miasta Barranquilla, z którym w jesiennym sezonie Finalización 2015 zanotował kolejne wicemistrzostwo kraju. W tym samym roku triumfował również z Junior w pucharze Kolumbii – Copa Colombia, notując regularne występy.
Wiosną 2016 Pérez przeszedł do meksykańskiego Club Tijuana, w którego barwach 5 lutego 2016 w zremisowanym 1:1 meczu z Cruz Azul zadebiutował w Liga MX. Nie potrafił się jednak przebić do wyjściowego składu, będąc wyłącznie głębokim rezerwowym, wobec czego już po upływie sześciu miesięcy zmienił barwy klubowe – został wypożyczony do Tiburones Rojos de Veracruz.
| Sezon     | Klub                        | Kraj     | Rozgrywki   | Mecze | Bramki |
| --------- | --------------------------- | -------- | ----------- | ----- | ------ |
| 2012      | Boyacá Chicó FC             | Kolumbia | Liga Águila | 29    | 9      |
| 2013      | Boyacá Chicó FC             | Kolumbia | Liga Águila | 30    | 7      |
| 2014      | Boyacá Chicó FC             | Kolumbia | Liga Águila | 34    | 9      |
| 2015      | Independiente Medellín      | Kolumbia | Liga Águila | 25    | 4      |
| 2015      | Atlético Junior             | Kolumbia | Liga Águila | 14    | 2      |
| 2015/2016 | Club Tijuana                | Meksyk   | Liga MX     | 2     | 0      |
| 2016/2017 | Tiburones Rojos de Veracruz | Meksyk   | Liga MX     |       |        |